# Arrondissement de Lorient
L'arrondissement de Lorient est une division administrative française, située dans le département du Morbihan et la région Bretagne.

## Composition

### Composition avant 2015
Liste des cantons de l'arrondissement de Lorient jusqu'en 2015 :
- canton d'Auray ;
- canton de Belle-Île ;
- canton de Belz ;
- canton de Groix ;
- canton d'Hennebont ;
- canton de Lanester ;
- canton de Lorient-Centre ;
- canton de Lorient-Nord ;
- canton de Lorient-Sud ;
- canton de Plœmeur ;
- canton de Plouay ;
- canton de Pluvigner ;
- canton de Pont-Scorff ;
- canton de Port-Louis ;
- canton de Quiberon.

### Découpage cantonal depuis 2017
- canton d'Auray ;
- canton d'Hennebont ;
- canton de Lanester ;
- canton de Lorient-1 ;
- canton de Lorient-2 ;
- canton de Plœmeur ;
- canton de Pluvigner ;
- canton de Pont-Scorff ;
- canton de Quiberon.

### Découpage communal depuis 2017

Carte de l'arrondissement de Lorient au 1 1 2018.

Depuis 2015, le nombre de communes des arrondissements varie chaque année soit du fait du redécoupage cantonal de 2014 qui a conduit à l'ajustement de périmètres de certains arrondissements, soit à la suite de la création de communes nouvelles.
Afin de faire correspondre les arrondissements aux intercommunalités, les limites territoriales sont modifiées au 1er janvier 2017 : les communes de Bono et Plougoumelen quittent l'arrondissement de Lorient au profit de celui de Vannes.
Au 1er janvier 2024, l'arrondissement groupe les 58 communes suivantes :
1. Auray
2. Bangor
3. Belz
4. Brandérion
5. Brech
6. Bubry
7. Calan
8. Camors
9. Carnac
10. Caudan
11. Cléguer
12. Crach
13. Erdeven
14. Étel
15. Gâvres
16. Gestel
17. Groix
18. Guidel
19. Hennebont
20. Hœdic
21. Île-d'Houat
22. Inguiniel
23. Inzinzac-Lochrist
24. Kervignac
25. Landaul
26. Landévant
27. Lanester
28. Languidic
29. Lanvaudan
30. Larmor-Plage
31. Locmaria
32. Locmariaquer
33. Locmiquélic
34. Locoal-Mendon
35. Lorient
36. Merlevenez
37. Nostang
38. Le Palais
39. Ploemel
40. Ploemeur
41. Plouay
42. Plouharnel
43. Plouhinec
44. Plumergat
45. Pluneret
46. Pluvigner
47. Pont-Scorff
48. Port-Louis
49. Quéven
50. Quiberon
51. Quistinic
52. Riantec
53. Sainte-Anne-d'Auray
54. Sainte-Hélène
55. Saint-Philibert
56. Saint-Pierre-Quiberon
57. Sauzon
58. La Trinité-sur-Mer

## Démographie
En 2022, l'arrondissement comptait 323 308 habitants.
| 1968    | 1975    | 1982    | 1990    | 1999    | 2006    | 2011    | 2016    | 2021    |
| ------- | ------- | ------- | ------- | ------- | ------- | ------- | ------- | ------- |
| 233 414 | 247 179 | 259 543 | 275 302 | 281 621 | 298 863 | 308 183 | 312 063 | 320 544 |

| 2022    | - | - | - | - | - | - | - | - |
| ------- | - | - | - | - | - | - | - | - |
| 323 308 | - | - | - | - | - | - | - | - |

## Administration

### Liste des sous-préfets
| Période | Période  | Identité                                  | Fonction précédente | Observation |
| ------- | -------- | ----------------------------------------- | ------------------- | ----------- |
|         |          |                                           |                     |             |
| 1816    | 1818     | comte Augustin-Jean-Baptiste de Chazelles |                     |             |
| 1818    | 1820     | François-Marie Jollivet                   |                     |             |
| 1820    | 1821     | François-Joseph de Cressoles              |                     |             |
| 1821    | 1829     | Joseph-Marie Le Mélorel de La Haichois    |                     |             |
| 1849    | 1852     | Paul Delahante                            |                     |             |
| 1856    | 1861     | baron Victor-Augustin Petiet              |                     |             |
| 1873    | 1874     | Pierre-Victor-Camille de Meynard          |                     |             |
| 1874    | 1875     | Jean Edmond Arthur LeJouteux              |                     |             |
| 1875    | 1876     | Alphonse-Charles de Pistoye               |                     |             |
|         |          |                                           |                     |             |
| 1990    | 1994     | René Maurice                              |                     |             |
|         |          |                                           |                     |             |
| 2017    | En cours | Pierre Clavreuil                          |                     |             |